# Ornella Ferrara
Ornella Ferrara, italijanska atletinja, * 17. april 1968, Limbiate, Italija.
Nastopila je na poletnih olimpijskih igrah v letih 1996 in 2000, zasedla je trinajsto in osemnajsto mesto v maratonu. Na svetovnih prvenstvih je osvojila bronasto medaljo v isti disciplini leta 1995. Leta 1994 je osvojila Beneški maraton, leta 1995 Ferrarski maraton, leta 1997 Italijanski maraton in leta 2004 Rimski maraton.